# Калимантанский безухий варан
Калимантанский безухий варан (лат. Lanthanotus borneensis) — вид варанообразных ящериц, эндемичный для Борнео. Единственный вид рода безухих варанов (Lanthanotus), а также одноимённого семейства (Lanthanotidae).

## Описание
Встречаются на северо-западе острова Калимантан (Борнео) в штате Саравак (Восточная Малайзия). Длина 40—50 см (хвост составляет примерно половину длины тела, около 20—25 см), ноги укороченные. Живущие в норах ночные животные, питаются в основном дождевыми червями. Живут у берегов водоёмов, могут нырять и плавать. Наружное ушное отверстие отсутствует. Окраска красновато-бурая. До 1961 года было поймано только 10 экземпляров этого редкого вида, даже опрошенные тогда местные жители ничего не знали об их существовании. И только когда была назначена премия за поимку безухих варанов, местные жители из народности даяков отловили несколько живых экземпляров. Некоторые калимантанские безухие вараны были доставлены живыми в зоопарки Европы и Америки. На сегодняшний день известно около 100 особей этого вида (живых или музейных экземпляров). В неволе их кормят червями, частями кальмаров и рыб.